# Акацуки, Тэруко
Акацуки Тэруко (яп. 暁 テル子 Акацуки Тэруко) 21 января 1921 года — 20 июля 1962 года, настоящее имя Сэкинэ Хиса (яп. 関根 ひさ) — японская актриса театра и кино, певица, ставшая популярной в первой половине XX века.

## Биография
Родилась в районе Асакуса, Токио. В 1932 году в возрасте 11 лет поступила в женский театр «Сётику Кагэкидан». Прошла годовое обучение, и в 1933 году впервые дебютировала на сцене в детской роли. Позже в театре приняла амплуа актрисы женских ролей (яп. оннаяку 女役).
Вела активную творческую жизнь в театре Фурукавы Роппа, на киностудиях Тохо и Сётику.
В 1949 году сменила написание своего творческого имени с иероглифов 照子 на запись того же чтения катаканой テル子.
В феврале 1949 года дебютировала на звукозаписывающей студии «Victor Records» с песнями «Minami Koi Uta» и «Kore ga Boogie». Автором этих песен выступил Рюити Хаттори. Песни, исполненные Тэруко в 1951 году «Minnesota no Tamago Uri» и «Tokyo Shoe Shine Boy» стали репрезентативными песнями в творчестве певицы. Акацуки Тэруко исполняла песни в стиле каёкёку.
Пропорции её тела, отличная танцевальная техника, врожденная пластика и яркая внешность привлекли к ней внимание кинорежиссёров и повлияли на её активную работу в драматических фильмах, таких как музыкальные комедии. Во время работы в Сётику Кагэкидан, а также во время работы над кинопроектами несколько раз была сценической партнёршей Мидзуноэ Такико.
С 1957 года Тэруко стала активно появляться на телевидении, в том числе на телеканале NHK в развлекательной программе «Жесты».
В 1958 году из-за туберкулеза легких вынуждена была уйти со сцены. 20 июля 1962 года Акацуки Тэруко в возрасте 41 года скончалась в своем доме в Накано от сердечного приступа.
Её бывший муж — Цунэо Харада (Кэппи Харада) офицер сухопутных войск США, в большой степени повлиявший на популярность бейсбола в Японии. Они поженились в 1947 году, но уже в 1958 развелись. Детей у Акацуки Тэруко после брака не осталось.

## Наиболее известные песни
1. Minami no Koi Uta (яп. 南の恋唄)
2. Tokyo Shoe Shine Boy (яп. 東京シューシャインボーイ) — песня была использована в качестве саундтрека к американскому фильму «Военно-полевой госпиталь» (англ. MASH) режиссёра Роберта Олтмена.
3. Kore ga Boogie (яп. これがブギウギ)
4. Minnesota no Tamago Uri (яп. ミネソタの卵売り)
5. Tokyo Lucky Boy (яп. 東京ラッキーボーイ)

## Фильмография
1. Achako seishun techo: Daiyonwa: Medetaku kekkon no maki (1953)
2. Koi no rantan (1951)
3. Nijiotoko (1949) — Мими Торигай
4. Hana kurabe tanuki-goten (1949) — Рэн-рэн, ведьма